# Oscar Lundqwist
Oscar Alfred Konstantin Lundqwist, född 9 april 1878 i Malmö, död 17 juni 1963 i Täby församling, var en svensk affärsman och pionjär för en svenskkoloni i Argentina.
Oscar Lundqwist var son till styrmannen Oskar Alfred Lundquist. Efter ett par år som sjöman gick han 1898 i land i Buenos Aires. I Argentina fick han först arbete i en kartläggningskommission i Patagonien på Andernas östsluttning. Han stannade sedan kvar i territoriet Chubut där han först 1900–1902 var poliskommissarie och sedan köpman, samtidigt som han bedrev får- och kreatursavel i stor skala, först i Sarmiento och sedan från 1905 i San Martin i Genoadalen. Där bilades med tiden under Lundqwists ledning en mindre koloni av svenska medarbetare i hans företag. Lundqwist åtnjöt stort förtroende och valdes under åtskilliga år till fredsdomare i området. På grund av sjukdom återvände han 1914 till Sverige. Åren 1915–1919 var han grosshandlare och argentinsk konsul i Malmö. Han begav sig sedan på nytt till Sydamerika, där han 1920–1945 var svensk konsul i Santos och chef för Johnsonlinjens kontor där. Från 1945 var han bosatt på Lidingö och utgav 1946 en skildring av sina ungdomsår i Patagonien, Hårda tag i Argentina. Lundqwist är begravd på Täby kyrkogård.